# Stoke Bardolph
Stoke Bardolph – wieś w Anglii, w hrabstwie Nottinghamshire, w dystrykcie Gedling. Leży 7 km na wschód od miasta Nottingham i 174 km na północ od Londynu.